# Погань, Имре
Имре Погань (венг. Pogány Imre; 14 июля 1893, Будапешт — 25 августа 1975, Майами) — венгерско-американский скрипач.
Учился в Будапеште у Енё Хубаи и Золтана Кодаи. В 1920—1927 гг. вторая скрипка Будапештского квартета, участник многочисленных европейских гастролей коллектива. Затем отправился в Цинциннати по приглашению своего давнего друга Фрица Райнера, возглавлявшего Симфонический оркестр Цинциннати, и занял пульт концертмейстера вторых скрипок, также преподавал в городской консерватории. В 1929—1958 гг. концертмейстер вторых скрипок в Нью-Йоркском филармоническом оркестре.